# David-Alexandre Beauregard
Pour les articles homonymes, voir Beauregard.
David-Alexandre Beauregard (né le 28 janvier 1976 à Montréal, dans la province de Québec au Canada) est un joueur professionnel canadien de hockey sur glace.

## Carrière de joueur
Il est repêché par les Sharks de San José en 1994. Connaissant un premier camp d'entraînement ordinaire en 1994, il est renvoyé à son club junior, le Laser de Saint-Hyacinthe. Au cours de cette saison junior, il continue d'accumuler les points mais il est victime d'un grave accident le 16 octobre 1994. Ce jour-là, son équipe affronte les Bisons de Granby. Au cours de la partie, il s'échappe vers le gardien des Bisons mais le défenseur Xavier Delisle tente d'empêcher le tir mais son bâton glisse sous la visière de Beauregard et endommage son œil. Depuis cet accident, il ne voit que d'un œil.
Malgré la gravité de sa blessure, il revient au jeu en ayant une visière qui protège la totalité de son visage. Il lui fallut réapprendre à jouer sans un œil. Au début, lors de pratiques, lorsqu'un joueur lui faisait une passe, la rondelle glissait loin devant lui. Il finit par réapprendre comment se comporter sur la glace et reprit la compétition.
Ses chances de jouer dans la Ligue nationale de hockey étant nulles, il joue depuis la saison 1997-1998 à temps plein dans les ligues mineures d'Amérique du Nord. Ses performances sur glace lui permirent de remporter quelques honneurs dans plusieurs ligues au cours des saisons.

## Statistiques
| Saison    | Équipe                     | Ligue   |    | Saison régulière | Saison régulière | Saison régulière | Saison régulière | Saison régulière |    | Séries éliminatoires | Séries éliminatoires | Séries éliminatoires | Séries éliminatoires | Séries éliminatoires |
| Saison    | Équipe                     | Ligue   | PJ | B                | A                | Pts              | Pun              | PJ               | B  | A                    | Pts                  | Pun                  |                      |                      |
| 1993-1994 | Laser de Saint-Hyacinthe   | LHJMQ   | 59 | 21               | 35               | 56               | 23               | -                | -  | -                    | -                    | -                    |                      |                      |
| 1994-1995 | Laser de Saint-Hyacinthe   | LHJMQ   | 37 | 24               | 16               | 40               | 22               | 5                | 1  | 3                    | 4                    | 0                    |                      |                      |
| 1995-1996 | Alpines de Moncton         | LHJMQ   | 41 | 34               | 27               | 61               | 54               | -                | -  | -                    | -                    | -                    |                      |                      |
| 1995-1996 | Olympiques de Hull         | LHJMQ   | 15 | 6                | 6                | 12               | 2                | 18               | 7  | 9                    | 16                   | 8                    |                      |                      |
| 1996-1997 | Olympiques de Hull         | LHJMQ   | 17 | 14               | 6                | 20               | 8                | -                | -  | -                    | -                    | -                    |                      |                      |
| 1996-1997 | Cataractes de Shawinigan   | LHJMQ   | 21 | 13               | 22               | 35               | 24               | 7                | 3  | 4                    | 7                    | 12                   |                      |                      |
| 1996-1997 | Thoroughblades du Kentucky | LAH     | 5  | 0                | 3                | 3                | 0                | -                | -  | -                    | -                    | -                    |                      |                      |
| 1997-1998 | Thunder de Wichita         | LCH     | 57 | 42               | 29               | 71               | 86               | 13               | 3  | 5                    | 8                    | 31                   |                      |                      |
| 1997-1998 | Blades de Kansas City      | LIH     | 15 | 2                | 2                | 4                | 6                | -                | -  | -                    | -                    | -                    |                      |                      |
| 1998-1999 | Lumberjacks de Muskegon    | UHL     | 51 | 34               | 21               | 55               | 30               | -                | -  | -                    | -                    | -                    |                      |                      |
| 1998-1999 | Generals de Flint          | UHL     | 18 | 18               | 8                | 26               | 10               | 12               | 5  | 3                    | 8                    | 12                   |                      |                      |
| 1999-2000 | Generals de Greensboro     | ECHL    | 17 | 9                | 7                | 16               | 26               | -                | -  | -                    | -                    | -                    |                      |                      |
| 1999-2000 | Checkers de Charlotte      | ECHL    | 53 | 20               | 20               | 40               | 22               | -                | -  | -                    | -                    | -                    |                      |                      |
| 2000-2001 | Border Cats de Port Huron  | UHL     | 56 | 33               | 30               | 63               | 31               | -                | -  | -                    | -                    | -                    |                      |                      |
| 2001-2002 | Border Cats de Port Huron  | UHL     | 69 | 50               | 35               | 85               | 44               | -                | -  | -                    | -                    | -                    |                      |                      |
| 2002-2003 | Komets de Fort Wayne       | UHL     | 75 | 30               | 17               | 47               | 46               | 12               | 4  | 5                    | 9                    | 2                    |                      |                      |
| 2003-2004 | Mission de Saint-Jean      | LHSMQ   | 18 | 17               | 14               | 31               | 10               | -                | -  | -                    | -                    | -                    |                      |                      |
| 2003-2004 | Komets de Fort Wayne       | UHL     | 57 | 39               | 30               | 69               | 48               | 7                | 1  | 1                    | 2                    | 0                    |                      |                      |
| 2004-2005 | Mission de Sorel-Tracy     | LNAH    | 1  | 2                | 1                | 3                | 0                | -                | -  | -                    | -                    | -                    |                      |                      |
| 2004-2005 | Beacons de Port Huron      | UHL     | 66 | 47               | 29               | 76               | 57               | -                | -  | -                    | -                    | -                    |                      |                      |
| 2005-2006 | Vipers de Roanoke Valley   | UHL     | 56 | 33               | 43               | 76               | 69               | -                | -  | -                    | -                    | -                    |                      |                      |
| 2005-2006 | Trashers de Danbury        | UHL     | 14 | 8                | 9                | 17               | 6                | 18               | 12 | 11                   | 23                   | 12                   |                      |                      |
| 2006-2007 | Oilers de Tulsa            | LCH     | 64 | 39               | 32               | 71               | 50               | -                | -  | -                    | -                    | -                    |                      |                      |
| 2007-2008 | Oilers de Tulsa            | LCH     | 63 | 35               | 36               | 71               | 40               | -                | -  | -                    | -                    | -                    |                      |                      |
| 2008-2009 | Manchester Phoenix         | EIHL    | 54 | 44               | 35               | 79               | 30               | 2                | 1  | 1                    | 2                    | 2                    |                      |                      |
| 2009-2010 | HC Valpellice              | Série A | 24 | 6                | 15               | 21               | 20               | -                | -  | -                    | -                    | -                    |                      |                      |
| 2009-2010 | Oilers de Tulsa            | LCH     | 16 | 3                | 3                | 6                | 8                | -                | -  | -                    | -                    | -                    |                      |                      |
| 2010-2011 | Nottingham Panthers        | EIHL    | 62 | 29               | 33               | 62               | 64               | 4                | 5  | 2                    | 7                    | 4                    |                      |                      |
| 2011-2012 | Nottingham Panthers        | EIHL    | 54 | 40               | 30               | 70               | 44               | 4                | 3  | 3                    | 6                    | 8                    |                      |                      |
| 2012-2013 | Oilers de Tulsa            | LCH     | 24 | 3                | 12               | 15               | 12               | -                | -  | -                    | -                    | -                    |                      |                      |
| 2012-2013 | Nottingham Panthers        | EIHL    | 5  | 1                | 4                | 5                | 2                | 1                | 0  | 1                    | 1                    | 0                    |                      |                      |

## Trophées et honneurs personnels
- Ligue de hockey junior majeur du Québec
  - 1995 : Plaque Karcher
- Ligue canadienne de hockey
  - 1995 : joueur humanitaire de l'année
- Ligue centrale de hockey
  - 1998 : recrue de l'année
- EIHL
  - 2009 : joueur de l'année
  - 2009 : nommé dans la 1re équipe d'étoiles
  - 2012 : remporte le championnat des séries éliminatoires
  - 2013 : remporte le championnat des séries éliminatoires

## Parenté dans le sport
- Frère du joueur de Thomas Beauregard